# La Argentina

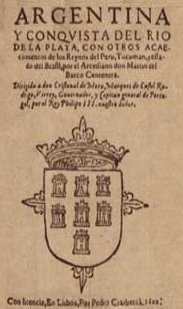
Strona tytułowa oryginalnego wydania eposu La Argentina

La Argentina (Argentyna) – epos autorstwa Martína del Barco Centenera (1544–1605).

## Charakterystyka ogólna
Poemat epicki, którego pełny tytuł brzmi Argentina y conquista del Río de la Plata, con otros acaecimientos de los reinos del Perú, Tucumán y estado del Brasil (Argentyna i zdobycie Río de la Plata wraz z innymi wydarzeniami z królestw Peru, Tucuman i stanu Brasil) został wydany w 1602 roku w Lizbonie. Składa się z dwudziestu czterech ksiąg. Liczba jego wersów przekracza dziesięć tysięcy.

## Forma
Podobnie jak wiele innych włoskich, hiszpańskich i portugalskich poematów epickich, a zwłaszcza największych eposów okresu renesansu, La Argentina została ułożona oktawą, w Hiszpanii nazywaną „octava real”, czyli „oktawa królewską” – strofą ośmiowersową, rymowaną według wzoru abababcc. Zwrotka ta, wprowadzona do epiki w XIV wieku przez Giovanniego Boccaccia była wykorzystywana powszechnie w XV–XVII wieku. Stosowali ją między innymi Luigi Pulci, Ludovico Ariosto, Torquato Tasso, Lucrezia Marinella, Alonso de Ercilla y Zúñiga, Luis de Góngora y Argote, Luís de Camões, Francisco de Sá de Meneses, Brás Garcia de Mascarenhas i Vasco Mouzinho de Quevedo.

## Treść
Poemat łączy elementy realistyczne z fantastycznymi. Przedstawia wydarzenia, jakie miały miejsce od zasiedlenia ziem argentyńskich przez hiszpańskich kolonizatorów. Autor znał Argentynę z własnego doświadczenia, ponieważ był kapelanem wyprawy, prowadzonej przez Juana Ortiza de Zárate, której zadaniem było zbadanie ujścia La Platy. W poemacie Martína del Barco Centenera, jako w jednym z pierwszych dzieł, pojawia się nazwa miejscowa Argentina. Poemat rozpoczyna się następującą strofą:
Del indio Chiriguana encarnizado
en carne humana, origen canto solo.
Por descubrir el ser tan olvidado
del argentino reino, ¡gran Apolo!,
envíame del monte consagrado
ayuda con que pueda aquí, sin dolo,
al mundo publicar, en nueva historia,
de cosas admirable la memoria.